# دم‌دارسگ
دم‌دارسگ (نام علمی: Urocyon) نام یک سرده از تیره سگان است. گونه های این سرده با‌اینکه در سرده ی روباه‌ها قرار ندارند روباه های حقیقی محسوب می شوند. شناخته شده ترین عضو این سرده روباه‌خاکستری است.